# Sychesia megalobus
Sychesia megalobus là một loài bướm đêm thuộc phân họ Arctiinae, họ Erebidae.